# Collins Key
Collins Key (nascido em 9 de maio de 1996) é um artista, ator, apresentador, mágico, embaixador da marca e ex-finalista americano em America's Got Talent. Seu canal no YouTube apresenta conteúdo cômico que mostra a personalidade de alta energia da Key. Desde janeiro de 2020, seu canal tem acumulado mais de 20 milhões de assinantes, gerando mais de 170 milhões de visualizações por mês, com mais de 4,2 bilhões de visualizações durante toda a vida.
A Key tem parceria com grandes marcas como Unilever, General Mills, Johnson & Johnson, e Disney, e também criada e estrelada na campanha multi-premiada da AT&T chamada The Disappearing Girl. Recebeu um Shorty Award, e um Prêmio Streamy, e foi indicado para vários Teen Choice Awards.

## Vida pessoal
Key nasceu em 9 de maio de 1996. Seus pais são Steven e Anne Key, e ele tem um irmão mais novo, Devan, com quem ele colabora regularmente em seu canal no YouTube. Aos 13 anos, depois de fazer magia durante 9 meses, ele foi aceito no Programa Júnior de elite no Hollywood Famous no The Magic Castle.

## Carreira
Aos 16 anos de idade, Key foi descoberta no YouTube pelos produtores de America's Got Talent, e convidada a aparecer em sua 8ª temporada. Key rapidamente ganhou notoriedade como fã favorito e o primeiro mágico a se tornar finalista. Ele é frequentemente referido como "A primeira estrela pop da magia".data=Março 2019 Em 2013, ele percorreu o país com America's Got Talent, visitando 36 cidades em seis semanas.
Em 2014, Key se juntou Demi Lovato em sua Neon Lights tour, abrindo para a cantora com outros atos como Fifth Harmony, Little Mix e Cher Lloyd durante a turnê das 30 cidades, se apresentando para o público de 10.000-15.000 fãs. A cada noite, Key passava 55 minutos no palco fazendo mágica, além de sediar o evento. Além disso, ele foi convidado a apresentar no evento Teen Choice Awards juntamente com outros apresentadores incluindo Jennifer Lopez, Taylor Swift e Kylie Jenner.
Após sua aparição no America's Got Talent, ele se concentrou em seu canal no YouTube, crescendo de 2 milhões para 18 milhões de assinantes em apenas 2 anos, com cada episódio com uma média de 25 milhões de visualizações nos últimos dois anos. Ele e seu irmão, Devan Key, principalmente carregam vídeos de comédia amiga dos anunciantes. Além de focar em seu canal no YouTube, ele também criou, produziu e estrelou em The Disappearing Girl em parceria com AT&T. O espetáculo impulsionado pelas mídias sociais esbateu as linhas entre o script e a realidade, e envolveu os fãs em uma caça ao tesouro das mídias sociais que culminou em uma ativação ao vivo nas ruas de Los Angeles. O espetáculo continuou ganhando um Shorty Award, um prêmio AdWeek Arc Award, um Prêmio Cannes Lions, e um Prêmio Streamy.
Em 2017, Key foi o primeiro criador digital a ter a oportunidade de criar e produzir seis semanas de conteúdo intersticial para a The Disney Channel Television Network, conduzindo à linha de TV Fall Season Friday Night Lineup. Na Universidade de Santa Bárbara sobre o uso da magia para resolver seus problemas e que a resposta para cada problema está escondida à vista de todos. O vídeo acumulou mais de 1 milhão de visualizações no YouTube.
Em 2018, a Key fez a manchete do show do YouTube FanFest em Mumbai, Índia, que contou com a presença de mais de 10.000 fãs. Em 2018, ele lançou uma nova linha de mercadorias em seu site, que esgotou em duas horas. Em 2019, Key e seu irmão Devan estão retornando à mídia tradicional e são Produtores Executivos em um programa de televisão com scripts atualmente em desenvolvimento na Nickelodeon. Em 2018, Key foi nomeada para o prêmio Choice Male Web Star e Choice Comedy Web Star para o Teen Choice Awards 2018 Teen Choice.